# El Show de la Fórmula 1
El Show de la Fórmula 1 es un programa emitido los lunes en la noche por ESPN Latinoamérica, ESPN 5 Latinoamérica, Disney+ y Fox Sports México. El programa va orientado a la máxima categoría mundial, y a cubrir las temporadas del campeonato mundial de la Fórmula 1. Su primera edición fue en 2002, año en que Fox Sports Latinoamérica inauguró las transmisiones de las carreras de la máxima categoría, luego de que el antiguo canal deportivo de cable PSN saliera del aire por problemas financieros, y por ende perdiera los derechos de transmisión de la Fórmula 1.
Este programa se emite desde el mes de marzo hasta el mes de noviembre, entrando en receso a partir de diciembre hasta febrero del año entrante por encontrarse la categoría en inactividad.

## Historia
El objetivo del programa es repasar los acontecimientos más recientes de la Fórmula 1 antes y/o después de cada carrera, en el que los conductores debaten sobre los temas tratados. Se complementa la información con testimonios exclusivos de los pilotos, ingenieros, jefes deportivos de cada equipo e incluso de celebridades y expilotos. Al finalizar los programas, dependiendo de la fecha de cada transmisión se reviven los hechos que acontecieron un día como ese en la Fórmula 1 en un segmento llamado "Efemérides".
Otros presentadores que han pasado por el programa fueron Juan Fazzini, más conocido como el "Tano", durante los primeros años mantuvo mucho protagonismo, sin embargo, dada la incorporación de Eduardo Ruiz su participación dentro del programa se vio reemplazada desde 2003 hasta 2008. De todas formas, el "Tano" Fazzini tuvo participaciones esporádicas en algunas emisiones del programa a lo largo de los años. Ya para 2009 el periodista Pablo Schillaci  acompañaba en la conducción a Fernando Tornello y Adrián Puente, quienes han estado desde los inicios del programa.
También cabe destacar que mientras Juan Pablo Montoya estuvo corriendo en la Fórmula 1 entre 2001 y 2006, los periodistas colombianos Germán Mejía Pinto y su hijo Diego Fernando Mejía han estado en todas las válidas como enviados especiales, entregando testimonios y comentarios a todos los televidentes. Hoy en día esta labor la realiza el periodista argentino Juan Fossaroli. Además, debido a la participación de dos pilotos mexicanos (Sergio "Checo" Pérez y Esteban Gutiérrez), entre 2015 y 2022 existió dentro del programa un espacio realizado por Luis Manuel "Chacho" López, dedicado a la actuación de los pilotos hispanoamericanos dentro de la Fórmula 1.
Entre los grandes nombres de la Fórmula 1 que estuvieron en el programa se encuentran Mika Häkkinen (campeón del mundo en 1998 y 1999), David Coulthard, Jacques Villeneuve, y pilotos argentinos como Norberto Fontana, Gastón Mazzacane y José María López; compartiendo al público anécdotas, experiencias y expectativas en torno a la Fórmula 1
A partir de marzo de 2023, debido al fin del convenio entre ESPN y Fox Sports México en Latinoamérica, ambas cadenas transmiten su propia versión de El Show de la Fórmula 1. Por parte de ESPN se transmite la versión argentina encabezada por Fernando Tornello y su hijo Enrico, Alejandra Martínez y Juan Manuel "Cochito" López; mientras tanto FSM transmite la versión con conductores mexicanos encabezado por "Chacho" López, Diego Mejía, Luis "Chapulín" Díaz y Giselle Zarur.